# Большой приз (фильм)
«Большой приз» (англ. Grand Prix) — спортивная драма режиссёра Джона Франкенхаймера, удостоенная трёх премий «Оскар» —  за лучший монтаж, лучший звук и лучший монтаж звука.

## Сюжет
Фильм повествует о борьбе четырёх гонщиков — вымышленных пилотов Формулы-1, за титул чемпиона мира в сезоне 1966 года:
- Жан-Пьер Сарти (Ив Монтан) — француз, двукратный чемпион мира, близкий к завершению карьеры («Феррари»).
- Пит Эрон (Джеймс Гарнер) — американец, уволенный за инцидент между ним и партнёром по команде Стоддардом во время гонки в Монако (первоначально «Джордан BRM», затем «Ямура»).
- Скотт Стоддард (Брайан Бедфорд) — шотландец, попавший в тяжёлую аварию, но сумевший восстановиться и вернуться в гонки по ходу сезона («Джордан BRM»).
- Нино Барлини (Антонио Сабато-старший[итал.]) — итальянец, многообещающий новичок, бывший чемпион мира по мотогонкам («Феррари»).

## В ролях
- Джеймс Гарнер — Пит Эрон
- Ив Монтан — Жан-Пьер Сарти
- Брайан Бедфорд — Скотт Стоддард
- Антонио Сабато-ст.[итал.] — Нино Барлини
- Тосиро Мифунэ — Изо Ямура
- Адольфо Чели — Агостино Манетта
- Клод Дофен — Хьюго Симон
- Джек Уотсон[англ.] — Джефф Джордан
- Эва Мари Сейнт — Лоис Фредериксон, любовница Сарти
- Джессика Уолтер — Пэт Стоддард, жена Скотта Стоддарда
- Франсуаза Арди — Лиза, подруга Барлини
- Женевьев Паж — Моник Дельво, жена Сарти

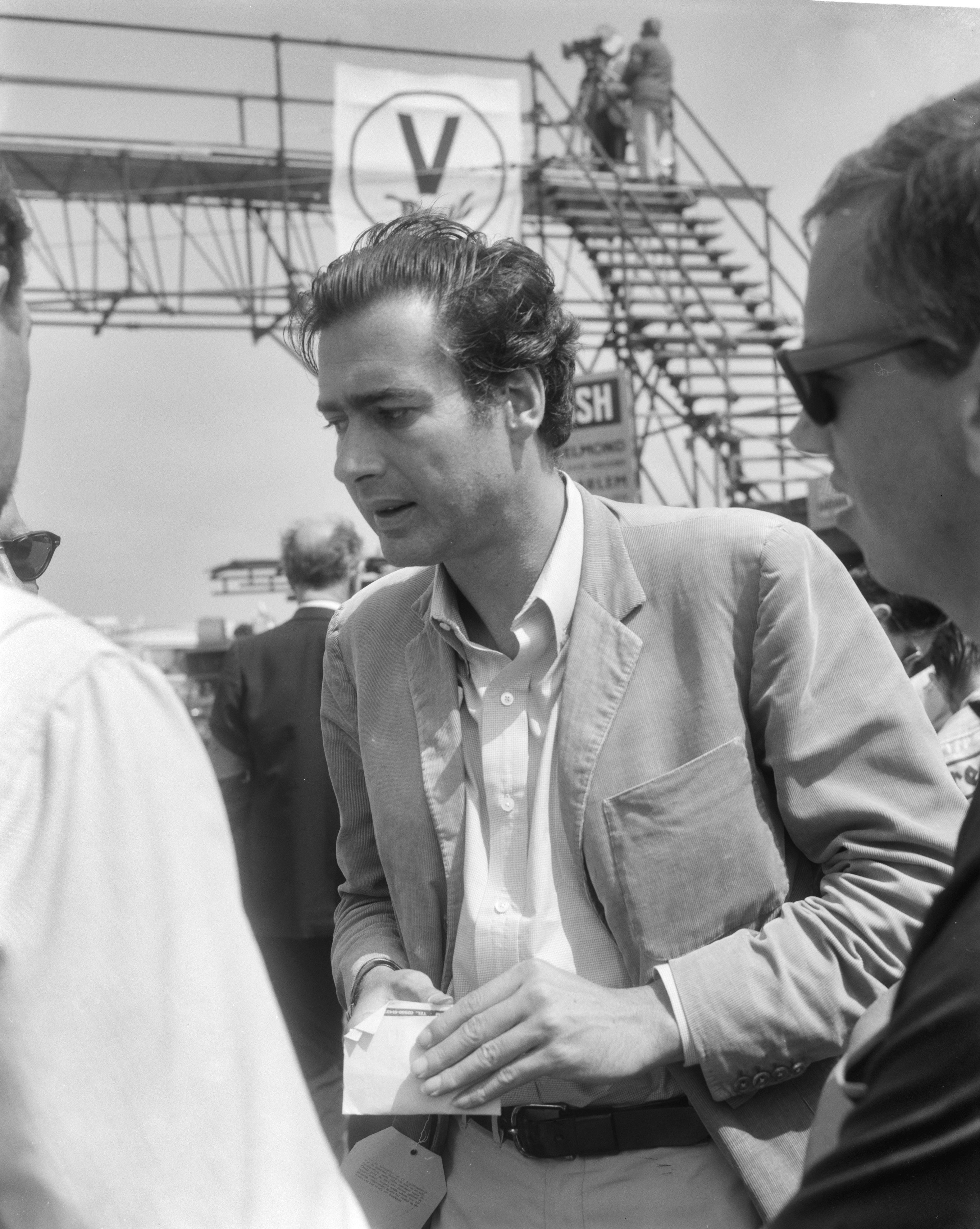
Джон Франкенхаймер на съёмках

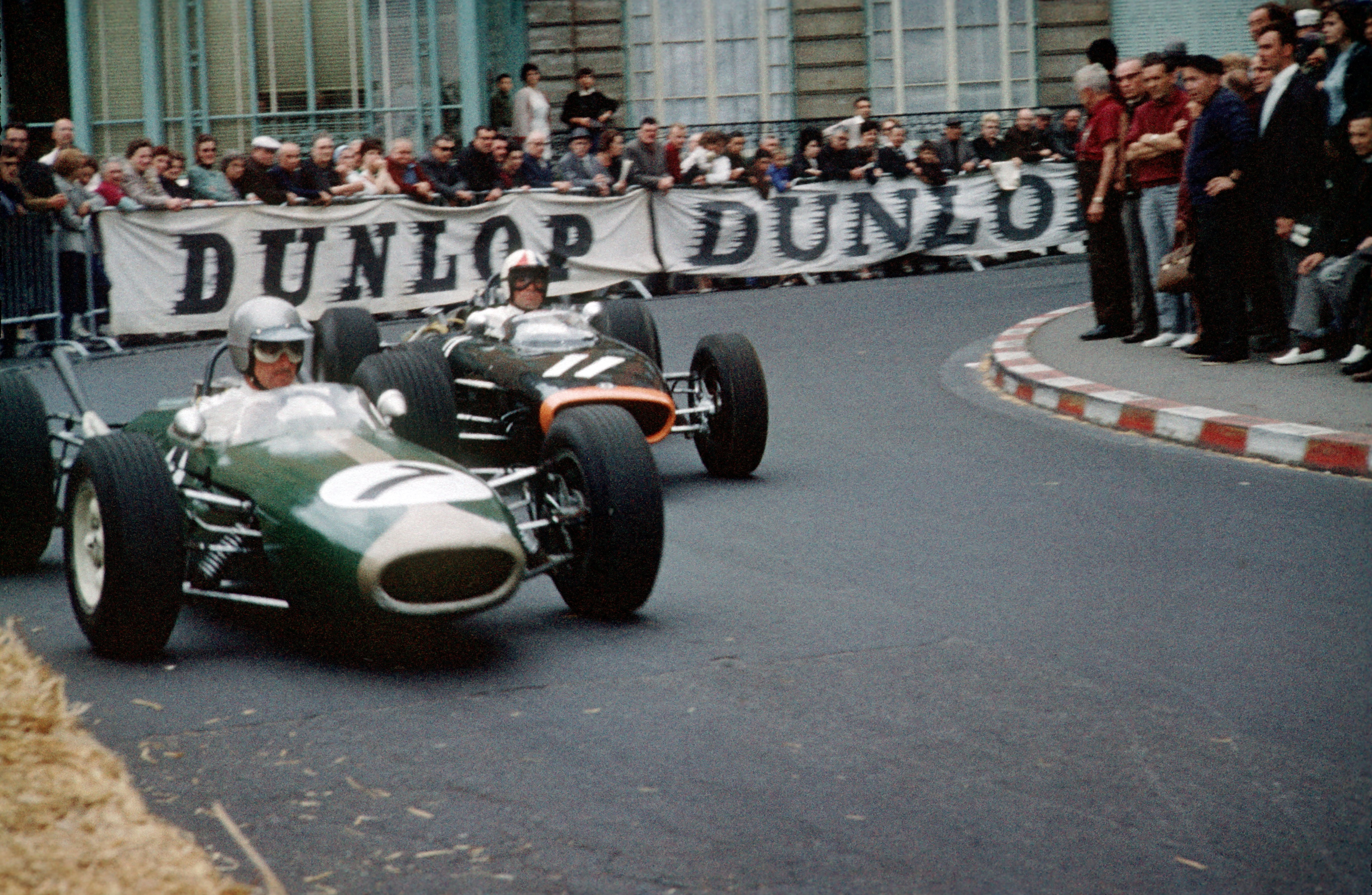
Кадр, сделанный во время съёмок фильма

- Рэйчел Кемпсон — мать Стоддарда
- Ральф Майкл — отец Стоддарда
- Грэм Хилл — Боб Тёрнер
- Фил Хилл — Тим Рэндолф

## Производство
Съёмочная бригада ехала по пятам за «Формулой-1» сезона 1966 года по всей Европе. Как только заканчивался очередной Гран-при, начинались киносъёмки. Гонки, снятые для фильма, проходили на машинах Формулы-3, закамуфлированных под машины Формулы-1. Кроме того, в фильме были использованы и кадры реальных гонок «Формулы-1». 
Энцо Феррари поначалу категорически отказался от участия в фильме, но, посмотрев отснятый материал, поменял своё мнение. Съёмочной группе разрешили произвести съёмку на заводе команды в Маранелло и бесплатно предоставили гоночные автомобили, сам же Коммендаторе так и не согласился сыграть сам себя. «Хонда» и «Лотус» запретили использовать названия своих компаний, их заменили на вымышленные команды. 
Съёмочная группа работала на трассах Монте-Карло, Клермон-Ферран, Спа-Франкоршам, Зандворт, Брэндс-Хэтч и Монца. Съёмки на Нюрбургринге не состоялись из-за контракта со Стивом Маккуином, снимавшим там же свой так и не вышедший на экраны фильм «День чемпиона».
Часть съёмок проходила непосредственно во время Гран-при Бельгии 1966 года. Для этого с конца решётки по согласованию с организаторами гонки была выпущена гоночная машина с камерой, пилотируемая Филом Хиллом, а чтобы утяжелённая машина не отстала от пелотона, двигатель заменили на более мощный от спортпрототипа.
Некоторые гонщики играли самих себя, а другие послужили прототипами героев фильма. Из актёров, исполнивших главные роли, лишь Гарнер мог вести гоночную машину самостоятельно. Остальные трое не справлялись с управлением, и в съёмках гонок пришлось прибегнуть к помощи дублёров, коими выступили пилоты Джон Сёртис, Джеки Стюарт и Лоренцо Бандини, давшие персонажам свои фамилии в изменённом виде. Консультантами  выступили чемпионы мира Джузеппе Фарина и Хуан Мануэль Фанхио; последний исполнил в фильме небольшое камео.

## Награды и признание
В 1967 году фильм получил три премии «Оскар»: за лучший монтаж (Фредрик Стайнкамп, Генри Берман, Стью Линдер, Фрэнк Сантильо), лучший звук (Франклин Милтон) и лучшие звуковые эффекты (Гордон Дэниэл).
В 1966 году Джон Франкенхаймер был номинирован на премию Гильдии режиссёров Америки за лучшую режиссуру художественного фильма.

## Выход на  видео
В 2006 году фильм был выпущен на DVD и HD DVD. Кинокритик Дэйв Кер сравнил перевыпуск с американскими горками: отличная картинка и звук, но как фильм он не так хорош.

## Интересные факты
- Эпизод с падением болида в залив Монако был основан на случае годом ранее, когда «Лотус» Пола Хокинса пробил ограждение и улетел в воду, гонщик при этом не пострадал. Аналогичный случай произошёл десятью годами ранее с Альберто Аскари[6].
- Жан-Пьер Сарти выступает в гоночном шлеме двух разных расцветок, поскольку дублёр Ива Монтана Джон Сёртис покинул «Феррари» по ходу сезона 1966 года и был заменён Майком Парксом. В фильме смена расцветки не объясняется[7].
- Пит Эрон, герой снимавшегося без дублёров Джеймса Гарнера, выступает в гоночном шлеме, напоминающем расцветку шлема Криса Эймона, но с обратным расположением цветов.